# Söllingen
Söllingen er en kommune i den sydlige del af Landkreis Helmstedt, i den sydøstlige del af den tyske delstat Niedersachsen. Den har en befolkning på omkring 	64o (mennesker (2012), og er
en del af amtet (Samtgemeinde) Heeseberg.
Söllingen ligger syd for Naturpark Elm-Lappwald.